# 마크 헬프리치
마크 헬프리치(Mark Helfrich, 1957년 11월 13일 ~ )는 미국의 영화 편집자이자 영화 감독이다. 미국 영화 편집자 협회의 선출된 구성원이다.

## 참여 작품

### 편집
- 람보 2
- 프레데터 (영화)
- 액션 잭슨 (1988년 영화)
- 다크 엔젤 (1990년 영화)
- LA 리치걸
- 마지막 보이스카웃
- 탈주자
- 스트라이킹 디스턴스
- 쇼걸 (영화)
- 머니 토크
- 모스트 원티드 (1997년 영화)
- 러시아워 (1998년 영화)
- 무서운 영화
- 패밀리 맨 (영화)
- 러시아워 2
- 레드 드래곤 (영화)
- 허니 (2003년 영화)
- 애프터 썬셋
- 엑스맨: 최후의 전쟁
- 러시아워 3
- 뉴욕, 아이 러브 유
- 4번의 크리스마스
- 카이츠
- 시즌 오브 더 위치: 마녀 호송단
- 타워 하이스트
- 무비 43
- R.I.P.D.: 알.아이.피.디.
- 허큘리스 (영화)
- 쥬만지: 새로운 세계
- 쥬만지: 넥스트 레벨

### 감독
- 굿 럭 척